# Климович, Диего
Дие́го Ферна́ндо Климо́вич (исп. Diego Klimowicz; 6 июля 1974, Кильмес, Аргентина) — аргентинский футболист украинского происхождения, нападающий. Наиболее известен по выступлениям за клуб «Вольфсбург».

## Клубная карьера
Начал карьеру в клубе «Институто», выступавшем тогда во втором по уровню дивизионе чемпионата Аргентины.
В 1996 году перешёл в клуб «Райо Вальекано», где забил 12 голов, однако это не помогло клубу спастись от вылета. Не пожелав продолжить карьеру в Сегунде, перешёл в «Вальядолид», где проиграл конкуренцию лучшему бомбардиру команды Алену Петернацу и в 41 матче забил всего 4 мяча.
Вернувшись в Аргентину, в «Ланус», Климович сразу стал лидером команды и за 2,5 года отличился 41 раз в 77 матчах, после чего перешёл в немецкий «Вольфсбург».
Именно с этим клубом связаны наибольшие успехи в карьере Климовича: все шесть лет он был игроком основного состава, забивая в среднем по 0,39 гола за игру. В сезоне 2003/04 он стал лучшим бомбардиром команды, отличившись 15 раз в 33 играх. Выступал с клубом в Кубке Интертото, где в 2003 году дошёл до финала.
В мае 2007 года, после назначения Феликса Магата на должность главного тренера «волков», перешёл в дортмундскую «Боруссию», где прежней результативности уже не показывал. По ходу сезона 2008/09 был продан в «Бохум».
Завершил карьеру в родном «Институто» в 2011 году.

## Карьера за сборную
Диего никогда не выступал за сборную Аргентины.
В 2001 году велись разговоры о выступлениях Климовича за Польшу или Украину, однако в итоге он так и не провёл ни одного матча на национальном уровне.

## Семья
Дед Климовича родился в Польше до Второй мировой войны.
Брат — Хавьер Климович (р. 1977) также был футболистом, выступал на позиции вратаря. В 2007 году провёл два матча за сборную Эквадора.
Сын — Матео Климович (р. 2000) — выступает за футбольный клуб «Штутгарт».